# Wichpoto von Admont
Wichpoto OSB (* um 1150; † 20. November 1229 in Admont) war ein salzburgischer römisch-katholischer Geistlicher und von 1226 bis 1229 Abt der Benediktinerabtei St. Blasius zu Admont.
Schon drei Tage nach der Resignation des Abts Gottfried II. wurde der bisherige Stiftsschaffner und zeitweilige Prior Wichpoto am 9. Dezember 1226 zu seinem Nachfolger als Abt gewählt, der aber selbst nach dreijährigem Abbatiat 1229 verstarb.
Mit dem Mutterkloster Admonts, dem Stift Sankt Peter in Salzburg, konnte in einem Streit, der das Sausal in der Südweststeiermark betraf, 1228 ein Vergleich erzielt werden, indem das Salzburger Stift nach Zahlung einer Abfindungssumme auf seine Rechte verzichtete und dadurch, wie der Vertragstext betonte, der Zankapfel zwischen „Mutter und Tochter“ ohne Einmischung Dritter beseitigt worden sei.